# Котешка бълха
Котешката бълха (Ctenocephalides felis) е вид насекомо от семейство Pulicidae. Това е най-разпространената бълха, засягаща домашната котка, но освен върху нея видът може да паразитира и върху други животни, като кучета. Ухапванята от насекомото причиняват дискомфорт и в някои случаи алергични реакции при по-чувствителните индивиди.

## Описание
Достига размери от 1 до 2 мм и има кафеникаво-червен цвят, пренася зарази.